# Stop (Plain White T's)
Stop is het tweede studioalbum van de Amerikaanse groep Plain White T's, in 2002 uitgegeven onder het Fearless Records-label.

## Nummers
1. "Stop"
2. "Please Don't Do This"
3. "What If?"
4. "Fireworks"
5. "Leavin'"
6. "Shine"
7. "Your Fault"
8. "Happy Someday"
9. "A Lonely September"
10. "Can't Turn Away"
11. "Penny (Perfect For You)"
12. "Radios In Heaven"